# ファン・カルロス・レベコ
ファン・カルロス・レベコ（Juan Carlos Reveco、1983年8月25日 - ）は、アルゼンチンのプロボクサー。メンドーサ州マラルグエ出身。元WBA世界ライトフライ級王者。元WBA世界フライ級レギュラー王者。世界2階級制覇王者。

## 来歴
2004年4月23日、プロデビュー。11連勝で12戦目にはWBAフェデラテンライトフライ級王座を獲得した。同王座は2度の防衛に成功した。
2007年6月22日、メンドーサ州・ラス・ヘラスのポルデポルティーボ・ビセンテ・ポリメニでWBA世界ライトフライ級王座決定戦としてWBA同級3位のネスラ・サシプラパと対戦し、8回2分38秒KO勝ちで王座獲得に成功した。
2007年10月13日、ブエノスアイレスのエスタディオ・ルナ・パルクでWBA世界ライトフライ級12位のウンベルト・プールと対戦し、5回0分57秒KO勝ちを収め初防衛に成功した。
2007年12月8日、フランスアルプ＝マリティーム県ル・カネのラ・パライストラでWBA世界ライトフライ級4位のブライム・アスロウムと対戦し、12回0-3（113-116、113-115、112-116）の判定負けを喫し、王座から陥落、連勝記録も17でストップした。
2008年10月17日、空位のWBAフェデラテンライトフライ級王座を再度獲得した。
2009年8月15日、メキシコキンタナ・ロー州コスメルのパラシオ・ムニシパルで行われたWBA世界ライトフライ級暫定王座決定戦でWBA世界ライトフライ級3位のフランシスコ・ロサスと対戦し、12回2-1の判定勝ちを収めて王座を獲得した。
2009年12月18日、メンドーサ州フニンのポルデポルティーボ・ラ・コロニアでWBA世界ライトフライ級14位のロナルド・バレラと対戦し、3回KO勝ちで初防衛に成功した。
2010年7月17日、ウルグアイマルドナドのコンラッド・プンタデルエステ・リゾート＆カジノでWBA世界ライトフライ級15位のアルマンド・トーレス（大関一郎）と対戦し、5回TKO勝ちで2度目の防衛に成功した。
2010年8月28日、正規王者ジョバンニ・セグラのスーパー王座認定に伴いレベコは空位となった正規王座に認定された。
2011年1月、WBA世界ライトフライ級王座を返上してフライ級に転向した。
2011年6月10日、メンドーサ州ラス・ヘラスのポルデポルティーボ・ビセンテ・ポリメニでWBA世界フライ級暫定王者ジャン・ピエロ・ペレスと対戦し、2回2分47秒KO勝ちを収め、王座の獲得に成功し、2階級制覇を達成した。
2011年8月31日、レベコ自身が病気の治療に専念。WBAから休養王者に認定された。暫定王者での休養は初めてのケースになった。
2012年5月11日、病気が完治しての復帰戦。コルドバ州コルドバのスペル・ドモ・オルフェオでWBA世界フライ級5位のカリム・ゲルフィと対戦し、12回3-0（2者が116-112、115-112）の判定勝ちを収め、初防衛に成功した。
2012年11月10日、メンドーサ州マラルグエのポルデポルティーボ・ムニシパルでWBA世界フライ級14位のフリアン・リベラと対戦し、12回3-0の判定勝ちを収め2度目の防衛に成功した。
2012年11月17日、正規王者エルナン・マルケスに統一戦で勝利したWBO世界フライ級王者ブライアン・ビロリアがスーパー王座に認定されたことに伴い、レベコは暫定王者からレギュラー王者に認定された。
2013年2月27日、川崎市とどろきアリーナでWBA世界フライ級9位の黒田雅之と対戦し、12回3-0の判定勝ちで3度目の防衛に成功した。
2013年6月22日、メンドーサ州ヘネラル・アルベアールのエスタディオ・デポルティスタス・アルベアレンセスでWBA世界フライ級15位のウリセス・ララと対戦し、8回2分52秒TKO勝ちを収め4度目の防衛に成功した。
2013年10月12日、メンドーサ州サン・マルティンのポリデポルティーボ・グスタボ・トロ・ロドリゲスでWBA世界フライ級11位リカルド・ヌネスと対戦し、8回負傷判定勝ち（3者共に80-71）を収め5度目の防衛に成功した。
2014年3月21日、ブエノスアイレスのヴィラ・ラ・ナータ・スポーティング・クラブでWBA世界スーパーフライ級12位のマヌエル・ヴィデスと対戦し、2回2分40秒KO勝ちを収め6度目の防衛に成功した。
2014年6月6日、ブエノスアイレスのヴィラ・ラ・ナータ・スポーティング・クラブでWBA世界ライトフライ級6位のフェリックス・アルバラードと対戦し、12回3-0（115-112、115-110、112-109）の判定勝ちを収め7度目の防衛に成功した。
2014年10月31日、メンドーサ州サン・マルティンのテアトロ・グリエゴ・ファン・パブロIIでWBA世界フライ級暫定王者のヨーッモンコン・ウォー・センテープと対戦し、団体内王座統一による8度目の防衛を目指す予定だったが、レベコが左腕上腕の筋肉を裂傷した為、試合は中止となった。元々この試合は10月17日に予定されていたのが、延期となっていた。
2014年12月19日、レベコの左腕上腕の筋肉の裂傷により再延期となっていた団体内王座統一戦をメンドーサ州サン・マルティンのテアトロ・グリエゴ・ファン・パブロIIでWBA世界フライ級暫定王者のヨーッモンコン・ウォー・センテープと行い、2回に右フックでダウンを奪われるも5回に右ボディフックでヨーッモンコンからダウンを奪いあわや悶絶寸前まで追い詰め、最後は連打をまとめて相手陣営のセコンドがレフェリーに棄権を申し出て試合終了。5回1分40秒KO勝ちを収め団体内王座統一に成功するとともに8度目の防衛に成功した。2015年1月17日、WBAの2014年12月度の月間優秀選手賞に選出された。
2015年4月22日、大阪府立体育会館で元世界2階級制覇王者でWBA世界フライ級3位の井岡一翔と対戦し、12回0-2（113-115、113-116、114-114）の判定負けを喫し9度目の防衛に失敗、王座から陥落した。
2015年5月20日、WBAは井岡一翔とファン・カルロス・レベコに対し再戦するよう指令を出した。30日以内に対戦交渉が合意に至らなかった場合は入札となり、試合報酬は井岡に60%、レベコに40%の割合で分配となった。
2015年12月31日、大阪府立体育会館でWBA世界フライ級レギュラー王者の井岡一翔と再戦し、プロ初のKO負けとなる11回1分57秒TKO負けを喫し7ヵ月ぶりの王座返り咲きに失敗した。
2016年12月2日、メンドーサ州マラルグエでディエゴ・ルイス・ピカルド・リリアーノとIBFラテンアメリカフライ級王座決定戦を行い、10回3-0（3者共100-89）の判定勝ちを収め王座獲得に成功、再起した。
2017年4月21日、ブエノスアイレスのエスタディオ F.A.Bでヘスス・バルガスと南米スーパーフライ級王座決定戦を行い、12回3-0（120-108が2者、120-110）の判定勝ちを収め王座獲得に成功した。
2017年9月8日、メンドーサ州ヘネラル・アルベアールでエータワン・クルンテープトンブリとIBF世界フライ級挑戦者決定戦を行い、12回3-0（117-111、118-110、120-108）の判定勝ちを収めドニー・ニエテスへの挑戦権獲得に成功した。
2018年2月24日、カリフォルニア州イングルウッドのザ・フォーラムで行われた「SUPER FLY2」でIBF世界フライ級王者のドニー・ニエテスと対戦し、7回53秒KO負けを喫し王座獲得に失敗した。この試合でレベコは3万ドル（約320万円）、ニエテスは4万ドル（約430万円）のファイトマネーを稼いだ。

## 獲得タイトル
- WBAフェデラテンライトフライ級王座
- WBA世界ライトフライ級王座（防衛1）
- WBA世界ライトフライ級暫定王座（防衛2）
- WBA世界ライトフライ級王座（防衛0）
- WBA世界フライ級暫定王座（防衛2=レギュラー王座に認定）
- WBA世界フライ級レギュラー王座（防衛6）
- IBFラテンアメリカフライ級王座
- 南米スーパーフライ級王座